# Дзедушицкий, Ян Пётр
Ян Пётр Дзедушицкий (2 июля 1691—1743) — военный и государственный деятель Речи Посполитой, поручик панцирной роты (1720), подчаший галицкий (1729), полковник (1730), хорунжий теребовльский (1739), ротмистр панцирной хоругви (1739).

## Биография
Представитель польского шляхетского рода Дзедушицких герба «Сас». Младший сын старосты жуковского, полковника королевского и коронного региментария Станислава Дзедушицкого (ок. 1662—1724) и Иоанны Устржицкой, дочери каштеляна саноцкого Мацея Устржицкого и Марианны Бжезинской. Старший брат — хорунжий львовский Юзеф Франтишек Дзедушицкий (1689—1737).
В 1720 году Ян Пётр Дзедушицкий служил поручиком панцирной хоругви, в 1729 году был назначен подчашим галицким. Затем в чине полковника служил в панцирной хоругви воеводы подляшского Михаила Сапеги. В 1739 году Ян Пётр Дзедушицкий был назначен хорунжим теребовольским.
В 1733 году Ян Пётр Дзедушицкий избирался послом (депутатом) на конвокационный и элекционный сеймы. Стал членом конфедерации Русского воеводства, созданной 10 декабря 1733 года для защиты прав польского короля Станислава Лещинского.

## Семья
В 1720 году женился на Розалии Марианне Липской, дочери подстолия летичевского Александра Липского и Юстины Фредро. Дети:
- Тадеуш Антоний (1724—1777), староста жуковский (1745), хорунжий теребовльский (1750), полковник (1751), подкоморий галицкий (1760—1765), чашник великий коронный (1765—1777)
- Адам (род. 1725)
- Юзеф (род. 1726)
- Доминик Гераклиуш (1727—1804), граф Галиции и Лодомерии (1777)
- Урсула (1729—1783), 1-й муж с 1749 года староста глинянский и генерал саксонской армии Якуб Бикдовский, 2-й муж с 1758 года чашник коронный Игнацы Потоцкий (ум. 1765)
- Магдалена (1739 — после 1800), монахиня